# 1.er Regimiento de Rifles de Venezuela
El 1.er Regimiento de Rifles de Venezuela era un regimiento integrado por irlandeses que participaron en la Guerra de Independencia de Venezuela. Comandados por el coronel Donald Campbell, un escocés protestante, su ejército era británico y sus filas se completaron con criollos y nativos del Caribe. Con esta formación hacen la travesía de Los Llanos y el paso de los Andes, hasta la campaña de Boyacá.